# Фиш за заплата
Фишът за заплата (и накратко „фиш“) е документът, който подробно описва данните за заплатата, изплатени на служител от мястото му на работа веднъж за определен период (седмица, месец и т.н., в съответствие с обичайното на работното място).
Талонът се изготвя от счетоводителя на ведомостите на работодателя и включва подробности, отнасящи се до заплатата за периода, за който се изплаща заплатата (в България – обикновено предходния месец. (Примерно, в началото на февруари се редактира януарската заплата и т.н.).
Фишът е личен документ и обикновено се дава на служителя, когато е покрит с плик или друг капак.
Фишът е задължителен правен документ и освен че е информация за служителя, той трябва да удостоверява финансовото състояние и финансовите възможности на дадено лице. Като такъв се използва за други цели. Например, кандидатът за банков заем ще трябва да представи фишове за заплата, за да провери способността си да изплаща заеми. Гарантите на заем също ще бъдат помолени да представят разплащателни фишове.
Представяне на необходимите разплащателни ведомости в институциите или организациите, пред които гражданинът кандидатства за финансова помощ, в различни контакти с данъчните власти, Националния осигурителен институт, застрахователните компании и др. Има собственици на жилища, които изискват да видят фишове за заплата на следващия наемател, за да наеме от тях апартамент. Някои страни изискват представянето на фишове за заплата като част от условията за получаване на входна виза.
Значението на талона в ежедневието и честото му използване кара хората да пазят фишове за заплати в продължение на много години.